# گوی‌شدگی

نمایش شماتیک تفاوت در شکل دانه. دو پارامتر نشان داده شده‌است: کروی (عمودی) و گرد (افقی).

گوی‌شدگی یا گردشدگی (به انگلیسی: Sphericity) معیاری است که نشان می‌دهد شکل یک جسم چقدر شبیه به یک کره کامل است. به عنوان مثال، کروی بودن گویهای داخل بلبرینگ، کیفیت بلبرینگ را تعیین می‌کند، مانند باری که می‌تواند تحمل کند یا سرعتی که می‌تواند بدون شکست بچرخد. گوی‌شدگی نمونه خاصی از اندازه‌گیری فشردگی یک شکل است. تعریف شده توسط وادل در سال ۱۹۳۵، گوی‌شدگی، {\displaystyle \Psi } ، یک ذره نسبت سطح یک کره با حجمی برابر با ذره داده شده به مساحت سطح ذره است:
{\displaystyle \Psi ={\frac {\pi ^{\frac {1}{3}}(6V_{p})^{\frac {2}{3}}}{A_{p}}}}
جایی که {\displaystyle V_{p}} حجم ذره است و {\displaystyle A_{p}} مساحت سطح ذره است. گوی‌شدگی یک کره طبق تعریف یکپارچه است و با نابرابری ایزوپریمتری، هر ذره‌ای که کره نباشد کرویت کمتر از ۱ خواهد داشت.
گوی‌شدگی در سه بعد اعمال می‌شود. آنالوگ آن در دو بعد، مانند دایره‌های مقطع در امتداد یک جسم استوانه‌ای مانند شفت، گردشدگی نامیده می‌شود.